# Tom Waddell
Tom Waddell (ur. 1 listopada 1937 w Paterson, zm. 11 lipca 1987 w San Francisco) – amerykański lekarz, dziesięcioboista, olimpijczyk, działacz LGBT, twórca Gay Games.

## Życiorys
Tom Waddell urodził się w katolickiej rodzinie 1 listopada 1937 roku w Paterson jako Thomas Flubacher. Po rozwodzie rodziców, w wieku 15 lat, zamieszkał u Hazel i Gene'a Waddellów, a sześć lat później został przez nich adoptowany. Zmagając się ze swoimi skłonnościami homoseksualnymi, zdecydował się uprawiać sport, dzięki czemu chciał je zrównoważyć. Jako student wychowania fizycznego na Springfield College uprawiał gimnastykę, piłkę nożną i dziesięciobój, ale pod wpływem śmierci przyjaciela przeniósł się na kurs przygotowawczy do studiów medycznych, który ukończył w 1959 roku.
Latem 1959 roku pracował w obozie dla dzieci w Massachusetts, gdzie poznał swojego pierwszego partnera Enge'a Menakera, wówczas 63-letniego. Obaj pozostali blisko do śmierci Menakera w 1985 roku. Studiował medycynę na New Jersey College of Medicine. W 1962 roku podróżował po Afryce, a w 1965 roku udzielał się w ruchu emancypacyjnym Afroamerykanów w Selma w stanie Alabama. W 1966 roku trafił do United States Army, gdzie był oficerem ds. medycyny prewencyjnej i spadochroniarzem. Odmówił wyjazdu do Wietnamu, ale zamiast procesu został skierowany na treningi dziesięcioboju w programie przygotowawczym do olimpiady w 1968 roku. W igrzyskach zajął szóste miejsce wśród 33 zawodników.
W 1970 roku uzyskał doktorat z medycyny na Stanford University. Po kontuzji kolana w 1972 roku skupił się na medycynie i zaczął ujawniać swoją orientację wśród znajomych. Jako lekarz pracował w różnych szpitalach na Bliskim Wschodzie i osobisty lekarz jednego z saudyjskich książąt oraz lekarz saudyjskiej drużyny olimpijskiej na igrzyskach w 1976 roku.
W 1981 roku związał się z Zohnem Artmanem. W tym samym roku poznał lekkoatletkę Sarę Lewinstein i, ponieważ od dawna chciał zostać ojcem, para zdecydowała się na dziecko. Córka Jessica urodziła się w 1983 roku, a Waddel i Lewinstein pobrali się w 1985 roku.
W 1982 roku zorganizował w San Francisco pierwsze Gay Olympic Games, ale nazwę zmieniono na Gay Games ze względu na spory prawne z Komitetem Olimpijskim USA, a proces zakończył się w Sądzie Najwyższym USA. W 1985 roku wykryto u niego AIDS, rok później brał udział w drugiej edycji Gay Games. Zmarł z powodu komplikacji powiązanych z AIDS 11 lipca 1987 roku w San Francisco.

## Upamiętnienie
Jego imieniem nazwano szpital w dzielnicy San Francisco − Mission District − w którym przez pewien czas pracował. Dick Schaap opisał życie Waddella w biografii Gay Olympian. 30 lipca 2014 roku jego imieniem nazwano ulicę w San Francisco, w pobliżu ratusza miejskiego. Wcześniej od 1986 roku ulica nosiła imię Lecha Wałęsy, ale po jego wypowiedzi z marca 2013 roku, w której sugerował on konieczność izolacji homoseksualistów oraz sprzeciwiał się ich obecności w przestrzeni publicznej, radni podjęli procedurę zmiany patrona ulicy. W ostatecznym głosowaniu rada jednogłośnie zdecydowała o nadaniu ulicy imienia Waddella.